# 院司
院司（いんし、いんのつかさ）は、日本の中世・古代において、上皇や女院の直属機関として設置された院庁の職員。中流貴族が任命されることが多く、他の官職と兼任する兼官だった。平安時代後期に院政が開始すると、上皇の政務機関である院庁の院司は、政治の枢要を担う重要職とされた。
本項では、院政の院司について詳述する。

## 院政の院司
院司は、嵯峨上皇の835年（承和2年）、院別当安倍安仁とあるのが初見である。当初、院庁は上皇の家政機関として設置され、所務・雑務が主要な用務であった。長官は別当（べっとう）、次官を判官代（ほうがんだい）、主典を主典代（さかんだい）といった。
1086年（応徳3年）前後に白河上皇が院政を開始すると、院庁を構成する院司の役割は非常に重要なものとなった。院司は、治天の君（皇室の家長）の命を受け、院庁下文・院庁牒・院宣を発給し、治天の政治意思を具現化するため、実務を遂行していった。そのため、院司には、蔵人・弁官・受領などを歴任した実務官僚が充てられることが多かった。彼らは、摂関家のような上級貴族ではなかったが、実務能力をもって登用され、政治に大きな影響を及ぼした。
院司や他の中流貴族の中には、治天の側近となり、権勢をふるう者も現れ、これを院近臣という。院司や院の近臣は、治天の権力を背景として、様々な利益を得ていたが、例えば知行国が給与されることもしばしば見られた。保元の乱以降の平清盛の急速な台頭も、後白河上皇の院司だったことが、主な理由の一つである。
白河～後鳥羽までの院政最盛期が経過した後も、政務遂行の担い手として院司は重要な役目を果たし、広橋兼仲のように後深草院と亀山院の院司を兼ね、更に女院である室町院と摂関家である近衛家と鷹司家の家司を兼ねる者もいた。実質的に院政が消滅する室町時代前期まで（一部の期間を除いて）、院司は政治の枢要を担う重要な役割を果たしていった。

## 主な役職
院別当
院司の最高責任者。嵯峨上皇の譲位とともに南淵永河が任命されたのが最初。複数名が任命されるのが通例で、公卿もしくは上皇の天皇在位中の蔵人頭が任命されることが多く、公卿が任命された場合には「公卿別当」、四位が任命された場合には「四位別当」と呼ばれた。白河上皇の頃に公卿別当から院執事（いんのしつし・執事別当）、四位別当から院年預（いんのねんよ・年預別当）が1名ずつ任命されて院庁を統括し、更に鎌倉時代にはその上に院執権（いんのしっけん）1名が置かれて公卿別当の中から選ばれた。
院判官代
別当を補佐して庶務を処理し、院庁が発給した公文に署判する。宇多上皇の時代に設置される。白河上皇の時には四位の判官代も存在したが、五位（1･2名）または六位（4･5名）から選出されるのが通例であった。
院主典代
別当・判官代の下にあって院の文書・記録作成や考勘、雑務に従事した。朱雀上皇の時代に設置される。六位の中から2・3名が任命された。後白河上皇の時代に院庁職員の責任者である庁年預（ちょうのねんよ、院年預とは別の役職）が1名選出された。
院蔵人
上皇の天皇在位中の六位蔵人のうち、院主典代の定員外となった者を特に待遇した役職。『拾芥抄』では定員4とされている。なお、女院である上西門院の院蔵人に時に13歳の右近衛将監兼皇后宮少進源頼朝が任命されたことが『山槐記』平治元年2月19日条（公卿補任は同年同月13日）に記されている。
院伝奏
上皇に各方面からの奏請を取次ぐ役。後白河上皇時代の吉田経房・高階泰経を初見とするが、実際に機能したのは後嵯峨上皇の時代の宝治元年（1246年）に吉田為経・葉室定嗣を任命して関東申次が担当する事項以外の一切の取次を任された。亀山上皇の時代の弘安2年（1279年）には定員6名を3組に分け、交代で取次を行った。後に武家伝奏などへと派生するが、江戸時代には現任あるいは前任の大納言・中納言が院伝奏を兼ねて大事にあたった。
院御随身
上皇やその御所などを護衛する。主として近衛府などから選ばれる。譲位後の上皇に対して新天皇より尊号が授与されるとともに封戸・随身が与えられた。左右近衛府からそれぞれ5名ずつ（後に6名ずつ）を定員とする。上皇が出家して法皇となると、世俗から離れることを名目に随身は返上されたが、近衛将曹級の左右各1名ずつはそのまま法皇院司の職員として留まった。